# Чушля
Чушля (рум. Ciușlea) — село у повіті Вранча в Румунії. Входить до складу комуни Гароафа.
Село розташоване на відстані 177 км на північний схід від Бухареста, 13 км на північний схід від Фокшан, 68 км на північний захід від Галаца, 132 км на схід від Брашова.

## Населення
За даними перепису населення 2002 року у селі проживали 1268 осіб, усі — румуни. Усі жителі села рідною мовою назвали румунську.